# Schlepzig

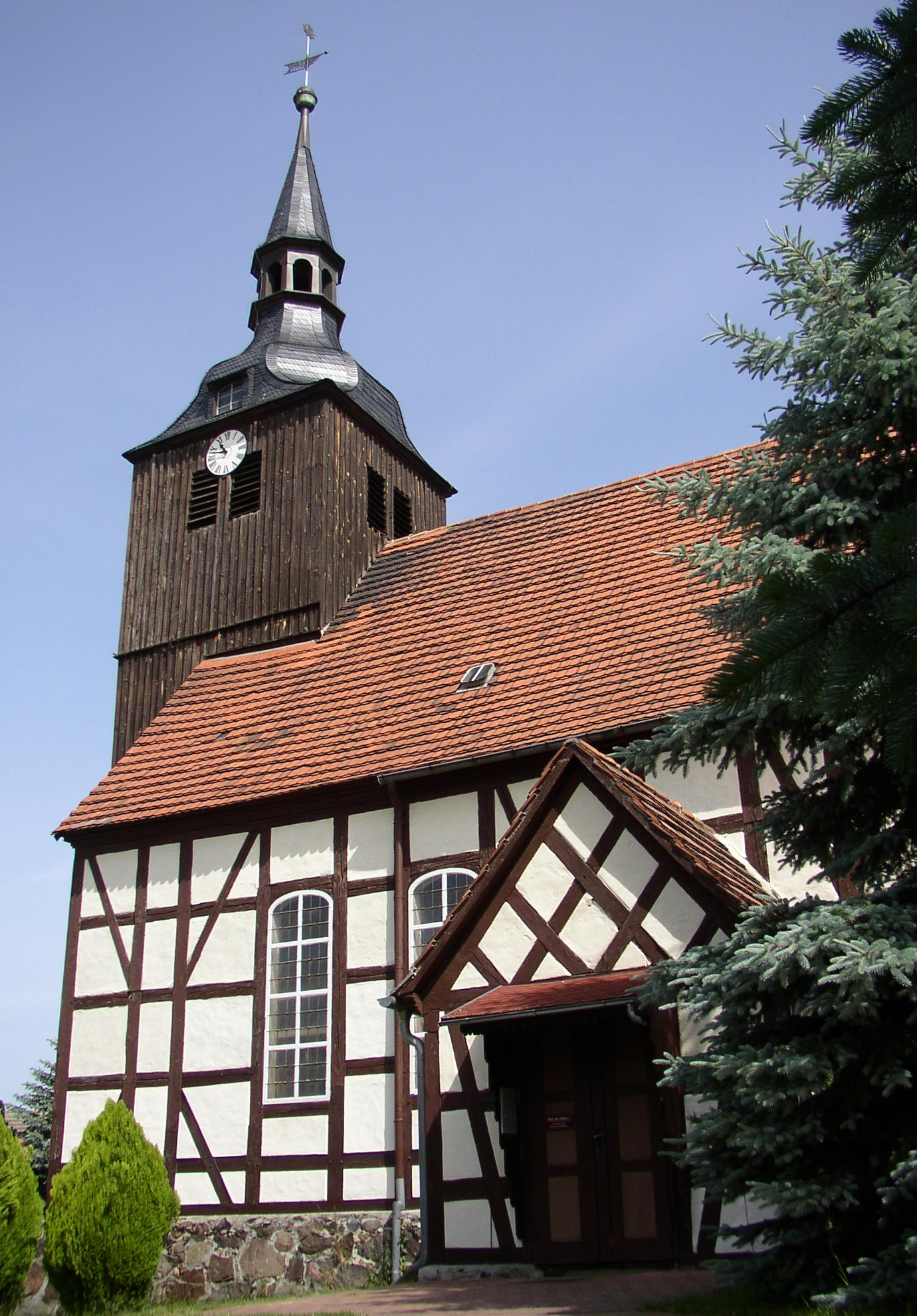
Nhà thờ

Schlepzig là một đô thị thuộc huyện Dahme-Spreewald, bang Brandenburg, Đức. Đô thị Schlepzig có diện tích 30,37 km², dân số thời điểm 31 tháng 12 năm 2006 là 652 người.